# Сент-Джонс (река)
Сент-Джонс (англ. St. Johns River) — длиннейшая река во Флориде. Длина — 499 км.
Река течёт из округа Индиан-Ривер на север и впадает в океан около Джексонвилла.
В среднем течении на реке находится озеро Джордж. На реке и окружающих болотах обитают много видов флоры и фауны, а лесах на берегах водится множество редких птиц. Река Сент-Джонс известна своими аллигаторами.
Интересно, что истоки реки находятся на высоте всего лишь на 9 м выше чем впадение в Атлантический океан.
Самый крупный город на реке — Джексонвилл.

## Галерея

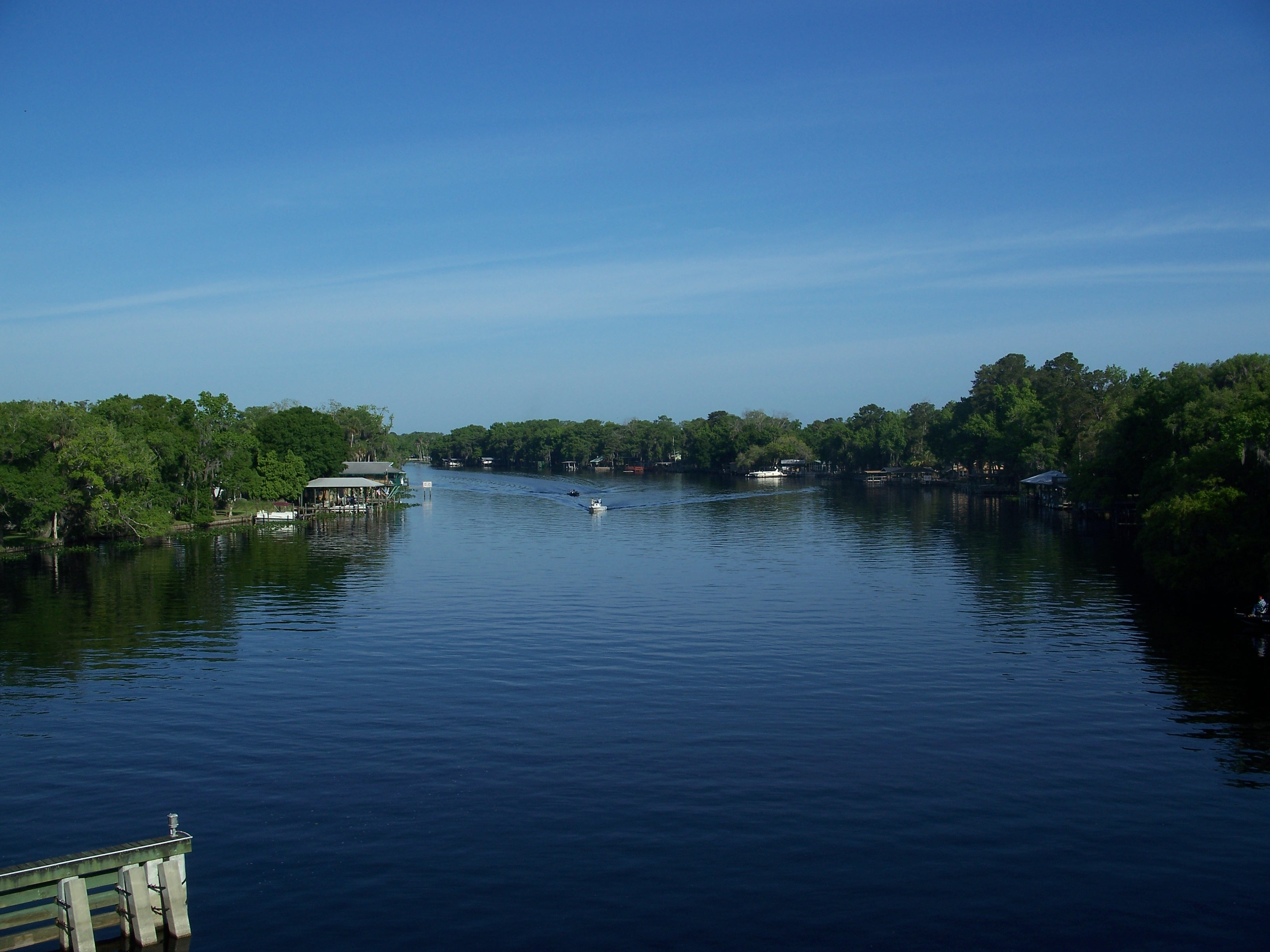
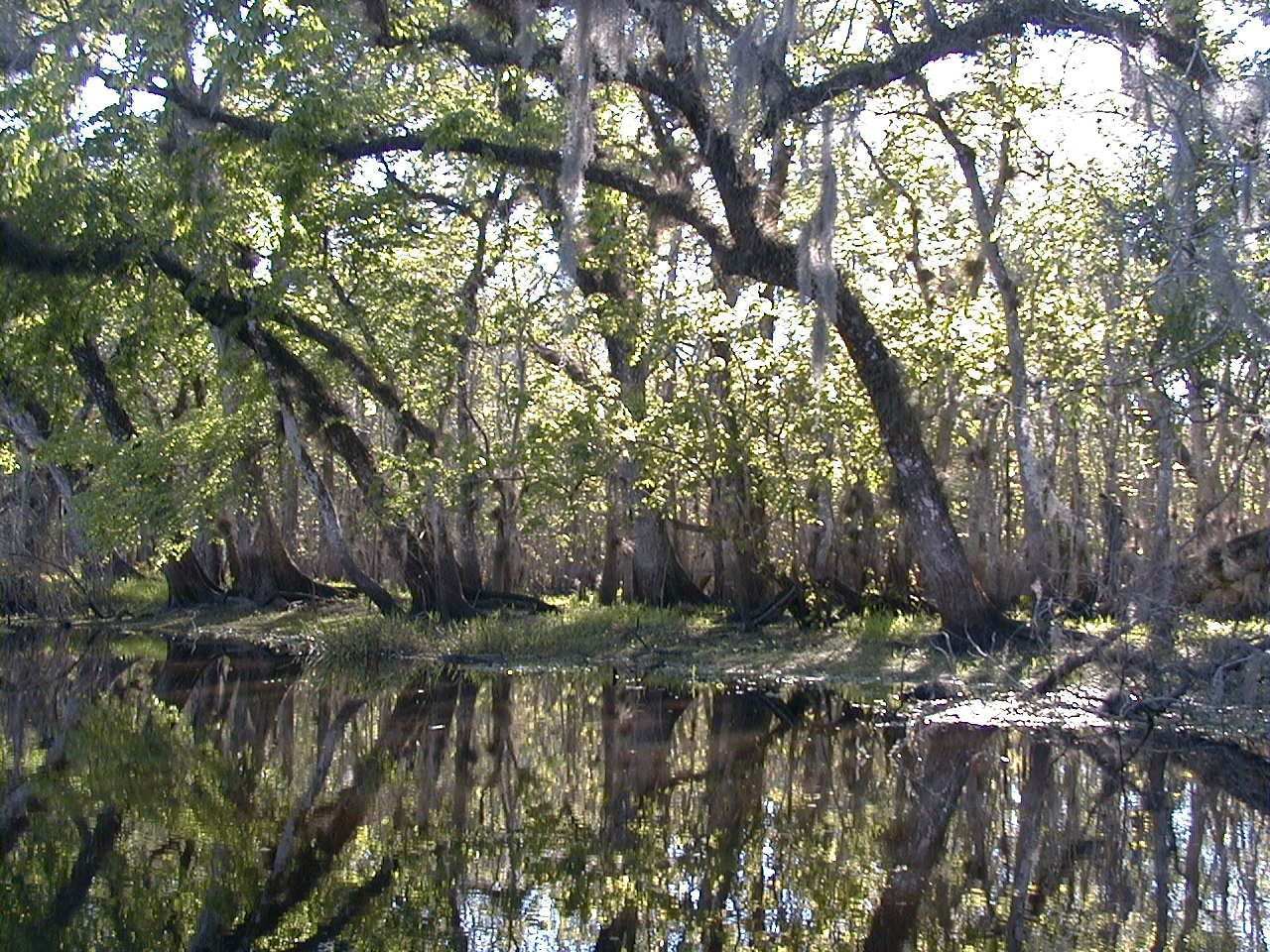
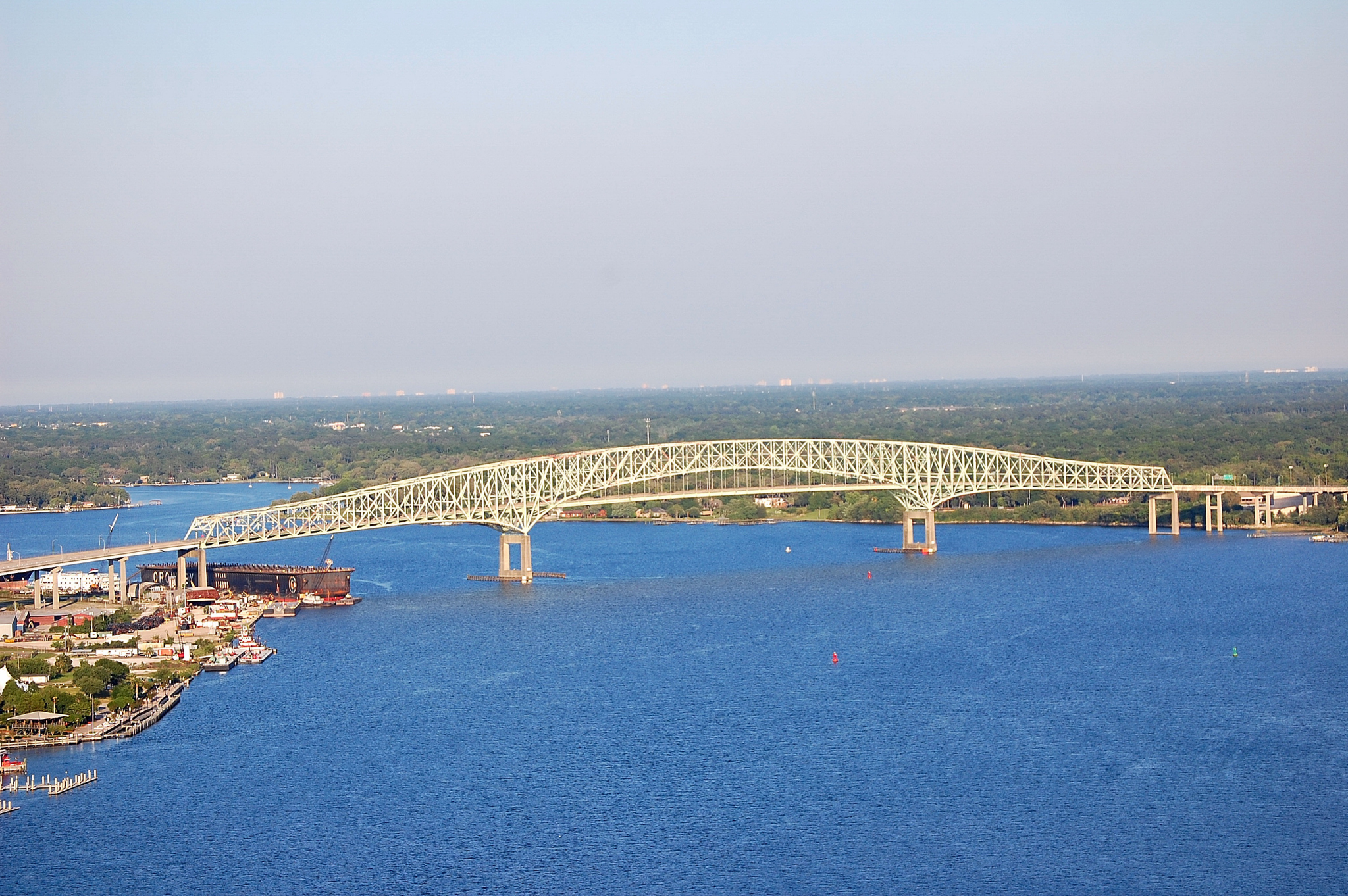